# 馬場拓海
馬場 拓海（ばば たくみ、1999年3月11日 - ）は、日本の男性プロレスラー

## 人物
- 新潟東高校時代[2]はサッカー部で主将を務めた。
- プロレス総合学院の4期生

## 来歴
2017年11月17日、ACE、東京・W1道場にて、対進祐哉戦でデビュー。ACE、フリーを経て、2020年より2024年までZERO1所属。
- 2021年
  - 「天下一ジュニアトーナメント2021」に出場。1回戦山梨大会でプロレスリング・ノア宮脇純太と対戦したがファルコンアローで敗れる。
- 2022年
  - 3月、蝶野正洋が提唱した若手選手のリーグ戦「CHONOキャンプ～Asterisk」にエントリー。3月27日の開幕戦新木場大会で北村彰基に勝利。4月10日の両国国技館大会で全日本プロレスの青柳亮生と対戦しファイヤーバードスプラッシュで敗れる。
  - 7月20日には新潟大会でアストロマンのジュニア2冠に挑戦。追い詰めるものの敗戦。
  - 「第19回 天下一ジュニア2022」にエントリー。
- 2023年
  - 1月27日の新木場大会で、ジュニア2冠の井坂レオに挑戦したが敗北。
  - 7月15日の新潟大会でジュニア2冠3度目の挑戦で、王者井坂レオを破り、ジュニア2冠王者になる。
- 2024年
  - 3月3日、後楽園大会にて吉岡世起の挑戦を受けたが防衛に失敗しタイトルを失う。
  - 5月15日、火祭り2024期間中にジュニアタッグトーナメント開催を団体に要望。タッグ相手にヘビー級の菅原拓也を指名し、「俺ヘビー級で体重105kgだから」と断られても試合日までの減量を懇願した[3]。
  - 6月2日、新木場大会にて菅原拓也との紫タッグの前哨戦ので松永準也＆朱鷺裕基と対戦、菅原に蹴りを2回誤爆し、2回目の誤爆直後に菅原が朱鷺からのスピアで敗れた[4]。
  - 6月8日、ミナテラスとちぎ大会にてタッグトーナメント初戦。秦野友貴＆ハジメ組に勝利したが、菅原に対し蹴りを1回誤爆した[5]。
- 2025年
  - 1月1日の後楽園ホール大会で吉岡世起に挑戦し、タイトル奪還成功。
  - 4月5日のオリオンスクエア大会で香取貴大の挑戦を受ける予定。

## エピソード
- 2024年より、入場時にできるだけ多くの観客とのハイタッチしタッグ相手から迷惑がられたり、投げ入れられた紙テープを体に巻き付けてガウンとするパフォーマンスを行うようになった。

## 得意技
- BBボム
- BBクラッチ
- ダイビング・BBフットスタンプ
- ミサイルキック
- バズソーキック

## タイトル歴
プロレスリングZERO1
- NWA世界&インターナショナルジュニアヘビー級王座（第129代&第29代、第131代&第31代）

## 入場曲
- Vento d'oro